# Staurastrum curvatum
Staurastrum curvatum là một loài Song tinh tảo trong họ Desmidiaceae, thuộc chi Staurastrum.